# Eric Hauck

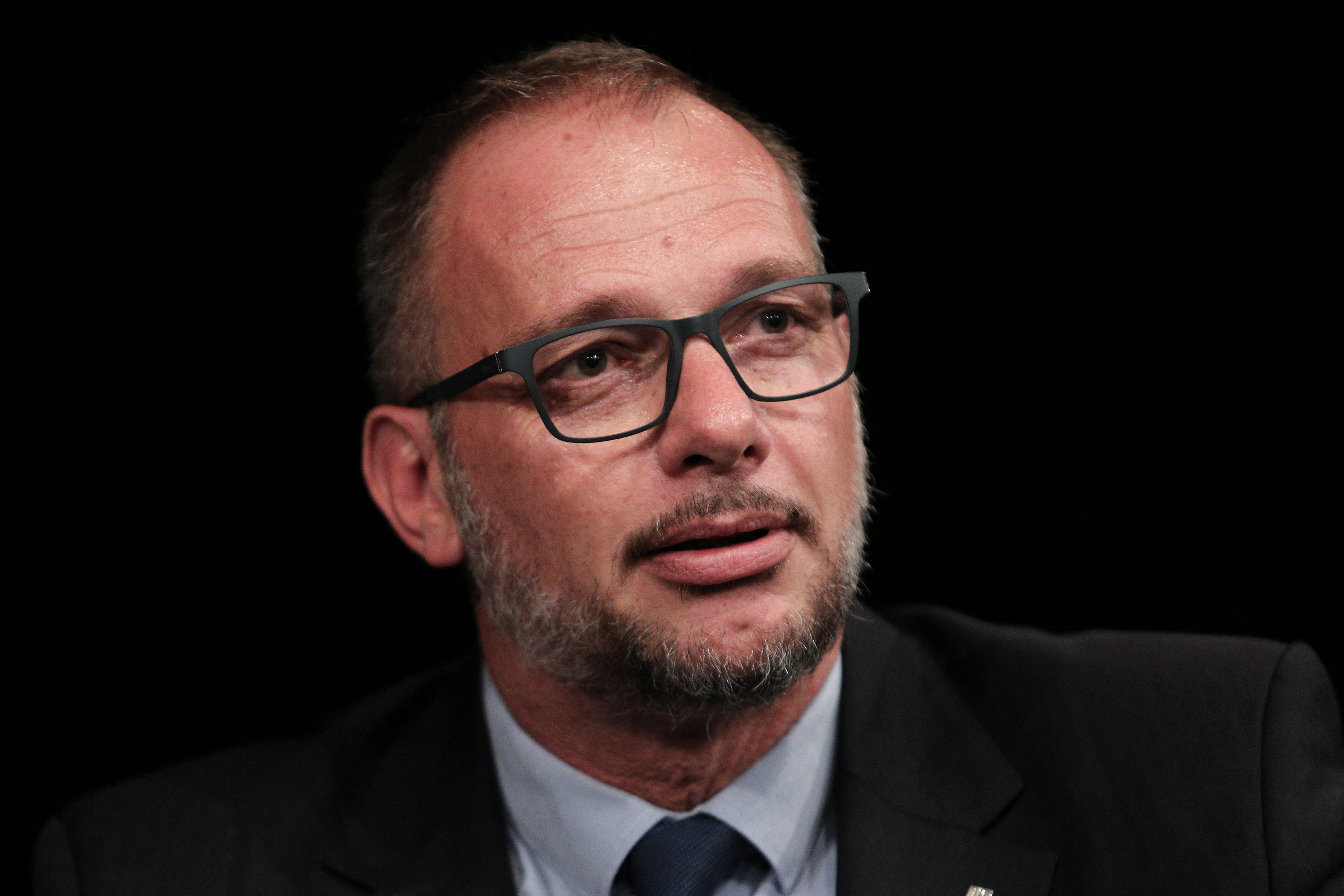
Eric Hauck

Eric Hauck (Saarbrücken, Alemanya, 1968) és un periodista català especialitzat en conflictes internacionals que, des del 2017, representa el Govern de la Generalitat de Catalunya als països del Sud-est d’Europa des de la delegació a Zagreb.

## Biografia
Eric Hauck va estudiar Periodisme a la Universitat Autònoma de Barcelona (UAB), i té un Màster Europeu en Gestió Organitzativa dels Esports (MEMOS) per la Université Claude Bernard 1 de Lió.
El 1988 s'incorpora a la redacció del diari Avui, on cobreix diversos conflictes armats als Balcans i al Pròxim Orient, del 1989 al 2003. Després de cobrir els esdeveniments de la Revolució romanesa del 1989, el diari Avui el designa corresponsal per a l’Europa de l’Est. Des d’aquest moment, es converteix en responsable de narrar els esdeveniments posteriors a la caiguda del Mur de Berlin, amb les primeres eleccions lliures a la República Democràtica Alemanya i la conseqüent unificació amb l’RFA; l’ascens del sindicat Solidarnosc a Polònia o la històrica victòria de Vaclav Havel a Txecoslovàquia.
Ja com a cap de secció d’Internacional, es trasllada a Sarajevo per cobrir la guerra de Bòsnia i Hercegovina, on la ciutat comença a patir el setge, des del 2 de maig del 1992. El 17 de maig, al 15è dia del setge, una explosió de morter mata company de Hauck, el fotoperiodista Jordi Pujol Puente, als 25 anys, que va aconseguir distribuir a tot el món les seves imatges de resistència del setge de Sarajevo amb l’agència nord-americana Associated Press (AP).
El 1996, Eric Hauck accepta liderar—juntament amb un altre periodista català, Carles Bosch, i el gerent de l’anomenat Districte 11 de Barcelona, Manel Vila—l’Ambaixada per a la Democràcia Local (ADL), un projecte del Congrés d’Autoritats Locals i Regionals d’Europa (CPLRE, Consell d’Europa), a Sarajevo. Aquesta oficina servia de punt de trobada de les societats civils de Bòsnia i Hercegovina i Catalunya, i era el lloc des d’on es canalitzaven els projectes de cooperació i intercanvi entre els dos pobles.
A l’inici de la seva trajectòria professional, Eric Hauck va treballar durant quatre anys a l’equip de premsa del Comitè Organitzador Olímpic de Barcelona 92. Posteriorment, després de l’etapa com a corresponsal als Balcans, va traslladar-se a Lausana per exercir com a responsable de projectes al Comitè Olímpic Internacional (COI), dirigit per Pere Miró, entre 1998 i 2006.
El 2002 s'incorpora a l’equip de creació de continguts del Fòrum Universal de les Cultures 2004. També ha estat director de comunicació a diverses institucions i organitzacions com la Fundació Universitat Oberta de Catalunya (UOC), o la Fundació Princesa de Girona.

### Delegat del Govern de la Generalitat a Croàcia
Eric Hauck va ser designat Delegat del Govern de Catalunya a Croàcia per l’aleshores conseller d’Acció Exterior, Relacions Institucionals i Transparència, Raül Romeva, l’estiu del 2017. Va ser destituït poc després, el 27 d’octubre, per aplicació de l’Article 155 de la Constitució Espanyola, per la convocatòria del Referèndum de l’1-O.
Restituït el desembre de 2018 amb motiu del viatge oficial del president Quim Torra a Eslovènia, Hauck ha seguit desenvolupant, des d’aleshores, les seves tasques de promoció de Catalunya a Sud-est d’Europa, especialment en els àmbits institucional, social, empresarial, cultural, turístic, esportiu i de l’ensenyament.

## Reconeixements i premis
- Premi Ferrer Eguizábal de Periodisme 1994 per la qualitat de la cobertura informativa del conflicte dels Balcans al diari Avui durant tot un any.
- Premi Gabinets de Comunicació 2009, en la modalitat de Comunicació Interna, concedit pel Col·legi de Periodistes de Catalunya, pel Pla de Comunicació Interna de la UOC al capdavant de l’equip de comunicació de la universitat.[16]